# رابی کندی
رابی کندی (انگلیسی: Robbie Cundy؛ زادهٔ ۳۰ مهٔ ۱۹۹۷) بازیکن فوتبال اهل بریتانیا است.
از باشگاه‌هایی که در آن بازی کرده‌است می‌توان به باشگاه فوتبال آکسفورد یونایتد، باشگاه فوتبال چشام یونایتد، و باشگاه فوتبال گلاستر سیتی اشاره کرد.